# La Résidence
Pour les articles homonymes, voir Résidence.
Pour plus de détails, voir Fiche technique et Distribution.
La Résidence (La residencia) est un film espagnol réalisé en 1969 par Narciso Ibáñez Serrador. Aux côtés de l'Allemande Lilli Palmer, dont la présence ici est un clin d'œil à Jeunes filles en uniforme, il réunit trois icônes du cinéma d'horreur ibérique : Cristina Galbó (Le Massacre des morts-vivants), Maribel Martín (La Mariée sanglante) et María Elena Arpón (La Révolte des morts-vivants).

## Synopsis
Au XIXe siècle, la jeune Teresa (Cristina Galbó) est emmenée par un ami de sa mère dans un pensionnat de jeunes filles. Celui-ci est dirigé d'une main de fer par Madame Fourneau (Lilli Palmer) secondée pour cela par Irène (Mary Maude) l'une des élèves, intrigante, manipulatrice et aux instincts sadiques. Madame Fourneau a un fils, Luis (John Moulder-Brown) adolescent, asthmatique et voyeur qu'elle surprotège. Celui rencontre secrètement l'une des jeunes filles, mais celle-ci est assassinée une nuit où elle devait le rencontrer et son corps disparaît. Un jour Luis qui regardait secrètement les filles prendre leur douche se retrouve coincé dans un conduit d'aération. Il est délivré par Teresa et une liaison naît. Irène l'apprend et à l'aide de deux élèves organise une séance au cours de laquelle Teresa est humiliée. Gravement traumatisée par cet acte de cruauté, elle cherche à s'enfuir mais n'y parvient pas et se fait assassiner elle aussi. Pendant sa tentative de fuite Teresa a été suivie par Irène. Celle-ci rencontre Madame Fourneau et lui explique que ce qui se passe dans cette maison va quand même "trop loin", Mme Fourneau lui retire alors sa confiance et Irène tente à son tour de s'échapper mais sera assassinée.

## Fiche technique
- Réalisation : Narciso Ibáñez Serrador
- Production : Arturo González et Jose M. Maldonado
- Scénario : Narciso Ibáñez Serrador d'après un texte de Juan Tébar
- Musique : Waldo de los Ríos
- Photographie : Manuel Berenguer et Godofredo Pacheco
- Pays de production :  Espagne
- Langue : espagnol, anglais
- Genre : giallo
- Durée : 99 min.
- Date de sortie :
  - Espagne : décembre 1969
  - France : 9 août 1972

Film interdit aux moins de 18 ans

## Distribution
- Lilli Palmer : Madame Fourneau
- Cristina Galbó : Teresa
- John Moulder-Brown : Luis Fourneau
- Maribel Martín : Isabelle
- Mary Maude : Irene
- Cándida Losada : Mlle Desprez

## Production
Les extérieurs du film ont été tournés dans le Palais Sobrellano à Comillas (Cantabria).